# Football League Cup 1964-1965
La Football League Cup 1964-1965 è stata la 5ª edizione del terzo torneo calcistico più importante del calcio inglese. La manifestazione, ebbe inizio il 2 settembre 1964 e si concluse il 5 aprile 1965.
Il trofeo fu vinto dal Chelsea, che nella doppia finale ebbe la meglio sul Leicester City con il punteggio complessivo di 3-2.

## Formula
La Football League Cup era riservata alle 92 squadre della Football League. Il torneo era composto da scontri ad eliminazione diretta fino ai quarti di finale, le semifinali e la finale prevedevano invece due match, dove la squadra con il miglior risultato combinato accedeva all'atto conclusivo. Se uno scontro terminava in parità, nei primi cinque turni, la sfida veniva ripetuta a campi invertiti fino a quando una delle due contendenti non otteneva la vittoria, mentre in semifinale ed in finale, se l'aggregato delle due gare risultava pari, si rigiocava in campo neutro finché non c'era una vincitrice. In caso di pareggio, anche nel replay, si faceva ricorso ai tempi supplementari.
|                              | Squadre che entrano in questo turno                                                                    | Squadre qualificate dal turno precedente    |
| ---------------------------- | --- | ------------------------------------------- |
| Primo turno (36 squadre)     | - 24 squadre dalla Fourth Division - 12 squadre dalla Third Division                                   |                                             |
| Secondo turno (64 squadre)   | - 12 squadre dalla First Division - 22 squadre dalla Second Division - 12 squadre dalla Third Division | - 18 squadre vincitrici del primo turno     |
| Terzo turno (32 squadre)     | | - 32 squadre vincitrici del secondo turno   |
| Quarto turno (16 squadre)    | | - 16 squadre vincitrici del terzo turno     |
| Quarti di finale (8 squadre) | | - 8 squadre vincitrici del quarto turno     |
| Semifinali (4 squadre)       | | - 4 squadre vincitrici dei quarti di finale |
| Finale (2 squadre)           | | - 2 squadre vincitrici delle semifinali     |

## Primo turno
| Squadra 1        | Risultato | Squadra 2       |
| ---------------- | --------- | --------------- |
| 2 settembre 1964 |           |                 |
| Barnsley         | 2 - 1     | Lincoln City    |
| Bradford City    | 2 - 0     | York City       |
| Brentford        | 0 - 2     | Southend Utd    |
| Brighton         | 2 - 2     | Millwall        |
| Chester City     | 3 - 0     | Wrexham         |
| Chesterfield     | 3 - 0     | Hartlepool Utd  |
| Colchester Utd   | 1 - 1     | Torquay Utd     |
| Doncaster        | 1 - 0     | Bradford PA     |
| Exeter City      | 2 - 0     | Gillingham      |
| Halifax Town     | 1 - 3     | Darlington      |
| Notts County     | 3 - 2     | Newport County  |
| QPR              | 5 - 2     | Aldershot       |
| Southport        | 0 - 0     | Carlisle Utd    |
| Stockport County | 1 - 3     | Rochdale        |
| Tranmere         | 2 - 0     | Crewe Alexandra |
| Walsall          | 1 - 1     | Oxford Utd      |
| Workington       | 9 - 1     | Barrow          |
| 7 settembre 1964 |           |                 |
| Port Vale        | 0 - 1     | Luton Town      |

### Replay
| Squadra 1         | Risultato | Squadra 2      |
| ----------------- | --------- | -------------- |
| 7 settembre 1964  |           |                |
| Oxford Utd        | 6 - 1     | Walsall        |
| 9 settembre 1964  |           |                |
| Millwall          | 1 - 0     | Brighton       |
| 10 settembre 1964 |           |                |
| Torquay Utd       | 3 - 0     | Colchester Utd |
| 14 settembre 1964 |           |                |
| Carlisle Utd      | 1 - 0     | Southport      |

## Secondo turno
| Squadra 1         | Risultato | Squadra 2         |
| ----------------- | --------- | ----------------- |
| 22 settembre 1964 |           |                   |
| Bristol Rovers    | 0 - 2     | Chesterfield      |
| Hull City         | 0 - 0     | Southend Utd      |
| Watford           | 2 - 2     | Portsmouth        |
| 23 settembre 1964 |           |                   |
| Birmingham City   | 0 - 3     | Chelsea           |
| Blackpool         | 3 - 0     | Newcastle Utd     |
| Bolton            | 1 - 5     | Blackburn         |
| Bournemouth       | 0 - 2     | Northampton Town  |
| Bury              | 1 - 0     | Darlington        |
| Carlisle Utd      | 4 - 1     | Bristol City      |
| Charlton          | 2 - 1     | Middlesbrough     |
| Chester City      | 5 - 4     | Derby County      |
| Coventry City     | 4 - 1     | Ipswich Town      |
| Doncaster         | 1 - 0     | Preston N.E.      |
| Exeter City       | 3 - 5     | Bradford City     |
| Fulham            | 2 - 0     | Oxford Utd        |
| Grimsby Town      | 3 - 1     | Oldham Athletic   |
| Leeds Utd         | 3 - 2     | Huddersfield Town |
| Leicester City    | 0 - 0     | Peterborough Utd  |
| Leyton Orient     | 3 - 0     | Barnsley          |
| Luton Town        | 0 - 1     | Aston Villa       |
| Manchester City   | 3 - 5     | Mansfield Town    |
| Millwall          | 1 - 2     | Norwich City      |
| Plymouth          | 2 - 1     | Sheffield Utd     |
| Reading           | 4 - 0     | QPR               |
| Rotherham Utd     | 2 - 0     | Rochdale          |
| Scunthorpe Utd    | 0 - 1     | Workington        |
| Southampton       | 3 - 2     | Cardiff City      |
| Stoke City        | 1 - 1     | Shrewsbury Town   |
| Swansea Town      | 3 - 1     | Swindon Town      |
| Torquay Utd       | 1 - 2     | Notts County      |
| Tranmere          | 0 - 2     | Crystal Palace    |
| 30 settembre 1964 |           |                   |
| Sunderland        | 4 - 1     | West Ham Utd      |

### Replay
| Squadra 1         | Risultato | Squadra 2      |
| ----------------- | --------- | -------------- |
| 28 settembre 1964 |           |                |
| Southend Utd      | 3 - 1     | Hull City      |
| 29 settembre 1964 |           |                |
| Shrewsbury Town   | 0 - 1     | Stoke City     |
| 8 ottobre 1964    |           |                |
| Peterborough Utd  | 0 - 2     | Leicester City |
| 12 ottobre 1964   |           |                |
| Portsmouth        | 2 - 1     | Watford        |

## Terzo turno
| Squadra 1        | Risultato | Squadra 2      |
| ---------------- | --------- | -------------- |
| 14 ottobre 1964  |           |                |
| Bury             | 0 - 1     | Plymouth       |
| Charlton         | 2 - 1     | Leyton Orient  |
| Chesterfield     | 3 - 1     | Carlisle Utd   |
| Coventry City    | 3 - 2     | Mansfield Town |
| Doncaster        | 2 - 3     | Bradford City  |
| Leeds Utd        | 2 - 3     | Aston Villa    |
| Reading          | 1 - 1     | Fulham         |
| Rotherham Utd    | 2 - 2     | Swansea Town   |
| Stoke City       | 3 - 1     | Southend Utd   |
| Workington       | 0 - 0     | Blackburn      |
| 19 ottobre 1964  |           |                |
| Grimsby Town     | 0 - 5     | Leicester City |
| 20 ottobre 1964  |           |                |
| Northampton Town | 2 - 1     | Portsmouth     |
| 21 ottobre 1964  |           |                |
| Norwich City     | 5 - 3     | Chester City   |
| 26 ottobre 1964  |           |                |
| Chelsea          | 4 - 0     | Notts County   |
| Crystal Palace   | 2 - 0     | Southampton    |
| Sunderland       | 4 - 1     | Blackpool      |

### Replay
| Squadra 1       | Risultato | Squadra 2     |
| --------------- | --------- | ------------- |
| 19 ottobre 1964 |           |               |
| Fulham          | 1 - 3     | Reading       |
| 22 ottobre 1964 |           |               |
| Blackburn       | 1 - 5     | Workington    |
| 28 ottobre 1964 |           |               |
| Swansea Town    | 2 - 0     | Rotherham Utd |

## Quarto turno
| Squadra 1        | Risultato | Squadra 2      |
| ---------------- | --------- | -------------- |
| 4 novembre 1964  |           |                |
| Aston Villa      | 4 - 1     | Reading        |
| Charlton         | 0 - 1     | Bradford City  |
| Leicester City   | 0 - 0     | Crystal Palace |
| Northampton Town | 4 - 1     | Chesterfield   |
| Stoke City       | 1 - 1     | Plymouth       |
| Workington       | 3 - 0     | Norwich City   |
| 10 novembre 1964 |           |                |
| Coventry City    | 4 - 2     | Sunderland     |
| 11 novembre 1964 |           |                |
| Chelsea          | 3 - 2     | Swansea Town   |

### Replay
| Squadra 1        | Risultato | Squadra 2      |
| ---------------- | --------- | -------------- |
| 11 novembre 1964 |           |                |
| Crystal Palace   | 1 - 2     | Leicester City |
| Plymouth         | 3 - 1     | Stoke City     |

## Quarti di finale
| Squadra 1        | Risultato | Squadra 2        |
| ---------------- | --------- | ---------------- |
| 23 novembre 1964 |           |                  |
| Aston Villa      | 7 - 1     | Bradford City    |
| 25 novembre 1964 |           |                  |
| Plymouth         | 1 - 0     | Northampton Town |
| Workington       | 2 - 2     | Chelsea          |
| 1 dicembre 1964  |           |                  |
| Coventry City    | 1 - 8     | Leicester City   |

### Replay
| Squadra 1        | Risultato | Squadra 2  |
| ---------------- | --------- | ---------- |
| 16 dicembre 1964 |           |            |
| Chelsea          | 2 - 0     | Workington |

## Semifinali
| Squadra 1      | Totale | Squadra 2 | Andata          | Ritorno          |
| -------------- | ------ | --------- | --------------- | ---------------- |
|                |        |           | 20 gennaio 1965 | 10 febbraio 1965 |
| Aston Villa    | 3 - 4  | Chelsea   | 2 - 3           | 1 - 1            |
| Leicester City | 4 - 2  | Plymouth  | 3 - 2           | 1 - 0            |

## Finale

### Andata
| Arbitro: | Jim Finney (Hereford) |

|                                                |           |                             |
| Tambling 33’ Venables 70’ (rig.) McCreadie 81’ | Marcatori | Appleton 46’ Goodfellow 75’ |

| CHELSEA        |                    |
|                |                    |
| 1              | Peter Bonetti      |
| 2              | Marvin Hinton      |
| 3              | Ron Harris         |
| 4              | John Hollins       |
| 5              | Allan Young        |
| 6              | John Boyle         |
| 7              | Bert Murray        |
| 8              | George Graham      |
| 9              | Eddie McCreadie    |
| 10             | Terry Venables (C) |
| 11             | Bobby Tambling     |
| Manager:       |                    |
| Tommy Docherty |                    |

| LEICESTER CITY |                    |
|                |                    |
| 1              | Gordon Banks       |
| 2              | John Sjoberg       |
| 3              | Richie Norman      |
| 4              | Len Chalmers       |
| 5              | Ian King           |
| 6              | Colin Appleton (C) |
| 7              | Billy Hodgson      |
| 8              | Graham Cross       |
| 9              | Jimmy Goodfellow   |
| 10             | David Gibson       |
| 11             | Tom Sweenie        |
| Manager:       |                    |
| Matt Gillies   |                    |

### Ritorno
| Leicester 5 aprile 1965 | Leicester City            | 0 – 0 | Chelsea | Filbert Street (26.957 spett.)\| Arbitro: \| Kevin Howley (Billingham) \| |
| Arbitro:                | Kevin Howley (Billingham) |       |         |                                                                           |

| LEICESTER CITY |                    |
|                |                    |
| 1              | Gordon Banks       |
| 2              | Clive Walker       |
| 3              | Richie Norman      |
| 4              | Bobby Roberts      |
| 5              | John Sjoberg       |
| 6              | Colin Appleton (C) |
| 7              | Billy Hodgson      |
| 8              | Graham Cross       |
| 9              | Jimmy Goodfellow   |
| 10             | David Gibson       |
| 11             | Mike Stringfellow  |
| Manager:       |                    |
| Matt Gillies   |                    |

| CHELSEA        |                    |
|                |                    |
| 1              | Peter Bonetti      |
| 2              | Marvin Hinton      |
| 3              | Eddie McCreadie    |
| 4              | Ron Harris         |
| 5              | John Mortimore     |
| 6              | Frank Upton        |
| 7              | Bert Murray        |
| 8              | John Boyle         |
| 9              | Barry Bridges      |
| 10             | Terry Venables (C) |
| 11             | Bobby Tambling     |
| Manager:       |                    |
| Tommy Docherty |                    |